# San Nicolás del Real Camino
San Nicolás del Real Camino es una localidad y también una pedanía española del municipio de Moratinos, en la provincia de Palencia (comunidad autónoma de Castilla y León).
Está situada en el Camino de Santiago francés.

## Demografía
Evolución de la población en el siglo XXI
| Gráfica de evolución demográfica de San Nicolás del Real Camino entre 2000 y 2020 |
|                                                                                   |
| Población de derecho (2000-2020) según el padrón municipal del INE                |

## Historia
A la caída del Antiguo Régimen la localidad se constituye en municipio constitucional que en el censo de 1842 contaba con 16 hogares y 84 vecinos, para posteriormente integrarse en Terradillos.

## Festividades y eventos
- Tercer domingo de septiembre